# بارچیه (استان وارمی-ماسوری)
بارچیه (به لهستانی:  Barcie) یک روستا در لهستان است که در گمینا دوبنگنکی واقع شده‌است.